# Hullsjön
För andra betydelser, se Hullsjön (olika betydelser).
Hullsjön är en slättsjö i Gärdhems socken i Trollhättans kommun och Västra Tunhems socken i Vänersborgs kommun i Västergötland och ingår i Göta älvs huvudavrinningsområde. Hullsjön är belägen öster om Trollhättan nära riksvägarna 42, 44 och 47 samt Hunneberg. Sjön är 1,2 meter djup, har en yta på 1,84 kvadratkilometer och befinner sig 38 meter över havet. Hullsjön ligger i Hullsjön Natura 2000-område och skyddas av habitat- och fågeldirektivet. Sjön avvattnas av vattendraget Stallbackaån norr ut.
Sjön och området omkring ingår i naturreservatet Hullsjöns naturreservat, som är en del av EU:s ekologiska nätverk av skyddade områden, Natura 2000. Ändå så har det skett övergödning och det innebär att fiskar dör. Men om man lyckas att minska övergödningen av Hullsjön så att mängden växtplankton minskar och vidtar åtgärder för att minska antalet karpfiskar i sjön kommer detta att leda till ett klarare vatten. Med detta kommer vattenväxterna och insekterna att öka och rovfiskar som abborre och gädda kommer att trivas igen och hålla mängden karpfiskar nere. Det skulle också i längden nyttja fågellivet och många av de fåglar som under senare år har minskat kring sjön.
Sjön har ett rikt fågelliv och årligen identifierar man upp till 200 olika fågelarter runt sjön. Totalt har man sett 270 fåglar varav 30 har häckat.
I Hullsjön finns en stor antropogen påverkan (människors påverkan), där det förekommer rikligt med odlingsmarker runt omkring. Effekten av detta blir övergödning då vattnet från odlingsmarkerna samlas i sjön.
Hullsjön är ett kulturlandskap och med det menar man att området har blivit påverkat genom odling, skogsbruk eller annan markanvändning. Men som det ser ut idag så kan man säga att det är ett odlingslandskap, med tanke på att det nu ligger hagar i området.

## Historia
Människor bosatte sig tidigt nära Hullsjön på grund av dess stora rikedom på fisk och fågel. Det finns spår av fornlämningar från stenåldern och framåt i Hullsjön trakten. För ca 9 000 år sedan tog Hullsjön form och sotiga stenar, kol och redskap av flinta bevisar att det har funnits tidiga bosättningar i området. För ca 5 000 år sedan började människan att forma om landskapet. Runt Hullsjön fanns lättbrukade moränjordar där man odlade olika sädesslag. I blandlövskogarna öppnades delar för att skapa betesmark åt boskap. På bronsåldern fortsatte man att utveckla sädesodlingen och djurhållningen i området vilket ledde till att områdets landskap öppnades upp allt mer. I det öppna landskapet kan man hitta så kallade skålgropar som djurskötare knackade in i block och berghällar för att förstå vädrets makter. På medeltiden fanns en kyrka på sjöns västsida i en by som hette Hullsjö by. Vid denna tid (ca år 1050 e.Kr.) fanns det tre byar kring Hullsjön, Hullsjö by, Härstad by och Bryggums by. Enligt berättelser så var kyrkan en mötesplats för människorna i området och kallades Klockemot.. Vid Hullsjö kyrkplats har man på senare tid rest en minnessten där kyrkan en gång varit.
År 1859 pågick många torrläggningsförsök vid Hullsjön för att man skulle kunna skapa mer åkermark. Torrläggningsarbetet misslyckades och Hullsjöns sjöbotten kom aldrig mer att bli åkermark.

## Delavrinningsområde
Hullsjön ingår i delavrinningsområde (646723-130122) som SMHI kallar för Utloppet av Hullsjön. Medelhöjden är 59 meter över havet och ytan är 23,1 kvadratkilometer. Det finns ett avrinningsområde uppströms, och räknas det in blir den ackumulerade arean 43,34 kvadratkilometer. Stallbackaån som avvattnar avrinningsområdet har biflödesordning 2, vilket innebär att vattnet flödar genom totalt 2 vattendrag innan det når havet efter 87 kilometer. Avrinningsområdet består mestadels av jordbruk (56 %), skog (25 %) och öppen mark (11 %). Avrinningsområdet har 1,8 kvadratkilometer vattenytor vilket ger det en sjöprocent på 7,8 %.